# 狄丽源
狄丽源（？—？），清朝人，是一名清朝政治人物。

## 生平
狄丽源曾于接替葆成任龙岩州知州一职，由张文治接任。